# OpenOffice Calc
OpenOffice Calc (dawniej OpenOffice.org Calc) – zaawansowany arkusz kalkulacyjny wchodzący w skład bezpłatnego pakietu biurowego Apache OpenOffice, dostępnego na platformach Microsoft Windows, Linux, Solaris oraz w mniejszym stopniu innych (m.in. OS X, FreeBSD).
OpenOffice Calc jest produktem pochodzącym z pakietu Apache OpenOffice, dystrybuowanego przez Apache Software Foundation. Jest dostępny w kilkudziesięciu wersjach językowych, także w języku polskim, łącznie z niezbędnymi narzędziami językowymi – słownikiem ortograficznym i tezaurusem.
Calc jest programem odpowiadającym funkcjonalnie komercyjnym arkuszom, jak Microsoft Excel czy Quattro Pro, a więc zawierającym obszerną paletę formuł, niezbędne narzędzia analityczne, rozwiniętą grafikę biznesową, a także wbudowane narzędzie do eksportu dokumentów w międzyplatformowym formacie PDF. Obsługa formatu Excela ułatwia migrację z komercyjnego oprogramowania Microsoft Office i zapewnia wymianę dokumentów ze środowiskami biurowymi i uczelnianymi posługującymi się MS Office. Do Calca, podobnie jak do innych programów wchodzących w skład pakietu dostępne są również różnego rodzaju rozszerzenia m.in. moduł optymalizacyjny Solver. Od wersji 3.0 komponent ten jest załączony w podstawowej wersji aplikacji.
Zaletą OpenOffice Calc jest jego macierzysty format pliku (.ods) – skompresowany XML – dzięki któremu dokumenty edytora mają niewielkie rozmiary.
Od wersji 2.0 stosowany jest domyślnie otwarty format OpenDocument, promowany obecnie jako uniwersalny standard wymiany informacji między programami biurowymi. Słabszą stroną arkusza są skromne możliwości tabel przestawnych.